# Guertoufa
Guertoufa (em árabe: قرطوفة) é uma comuna localizada na província de Tiaret, Argélia. Sua população estimada em 2008 era de 6 658 habitantes.